# Grand Prix Formule 1 van Argentinië 1955
De Grand Prix Formule 1 van Argentinië 1955 werd gehouden op 16 januari op het Autódromo 17 de Octubre in Buenos Aires. Het was de eerste race van het seizoen.

## Uitslag
| Pos. | Nr. | Coureur                                               | Constructeur | Rondes | Tijd / Oorzaak uitval | Grid | Punten      |
| ---- | --- | ----------------------------------------------------- | ------------ | ------ | --------------------- | ---- | ----------- |
| 1    | 2   | Juan Manuel Fangio                                    | Mercedes     | 96     | 3:00:38.6             | 3    | 9S          |
| 2    | 12  | José Froilán González Nino Farina Maurice Trintignant | Ferrari      | 96     | +1:29.6               | 1    | 2           |
| 3    | 10  | Nino Farina Maurice Trintignant Umberto Maglioli      | Ferrari      | 94     | +2 Rondes             | 5    | 1⁄3 1⁄3 1⁄3 |
| 4    | 8   | Hans Herrmann Karl Kling Stirling Moss                | Mercedes     | 94     | +2 Rondes             | 10   | 1           |
| 5    | 18  | Roberto Mieres                                        | Maserati     | 91     | +5 Rondes             | 16   | 2           |
| 6    | 28  | Harry Schell Jean Behra                               | Maserati     | 88     | +8 Rondes             | 7    |             |
| 7    | 22  | Luigi Musso Sergio Mantovani Harry Schell             | Maserati     | 83     | +13 Rondes            | 18   |             |
| NF   | 20  | Sergio Mantovani Jean Behra Luigi Musso               | Maserati     | 54     | Motor                 | 19   |             |
| NF   | 26  | Clemar Bucci Harry Schell Carlos Menditeguy           | Maserati     | 54     | Benzinedruk           | 20   |             |
| NF   | 42  | Jesus Iglesias                                        | Gordini      | 38     | Transmissie           | 17   |             |
| NF   | 14  | Maurice Trintignant                                   | Ferrari      | 36     | Motor                 | 14   |             |
| NF   | 36  | Eugenio Castellotti Luigi Villoresi                   | Lancia       | 35     | Ongeluk               | 12   |             |
| NF   | 16  | Stirling Moss                                         | Mercedes     | 29     | Benzinesysteem        | 8    |             |
| NF   | 30  | Alberto Uria                                          | Maserati     | 22     | Geen benzine          | 21   |             |
| NF   | 32  | Alberto Ascari                                        | Lancia       | 21     | Ongeluk               | 2    |             |
| NF   | 38  | Élie Bayol                                            | Gordini      | 7      | Transmissie           | 15   |             |
| NF   | 16  | Jean Behra                                            | Maserati     | 2      | Ongeluk               | 4    |             |
| NF   | 14  | Karl Kling                                            | Mercedes     | 2      | Ongeluk               | 6    |             |
| NF   | 34  | Luigi Villoresi                                       | Lancia       | 2      | Benzinelek            | 11   |             |
| NF   | 40  | Pablo Birger                                          | Gordini      | 1      | Ongeluk               | 9    |             |
| NF   | 24  | Carlos Menditeguy                                     | Maserati     | 1      | Ongeluk               | 13   |             |

## Statistieken
| Pole-position | José Froilán González | Ferrari  | 1:43.1 |
| Snelste ronde | Juan Manuel Fangio    | Mercedes | 1:48.3 |

## Noot
- Dit was het debuut voor de Italiaanse coureur Eugenio Castellotti, de Argentijnse coureur Jesús Iglesias en de Uruguayaanse coureur Alberto Uría.
- Dit was de veertiende Grand Prix-winst voor Juan Manuel Fangio en daarmee vestigde hij een nieuw record. Hij verbrak het oude record van Alberto Ascari (13), gevestigd tijdens de Grote Prijs van Zwitserland van 1953.
- Juan Manuel Fangio was de eerste coureur die de Grote Prijs van Argentinië tweemaal (achter elkaar) wist te winnen.

1953 · 1954 · 1955 · 1956 · 1957 · 1958 · 1960 · 1971 · 1972 · 1973 · 1974 · 1975 · 1977 · 1978 · 1979 · 1980 · 1981 · 1995 · 1996 · 1997 · 1998